# Yahoo! Voice
Yahoo! Voice 是雅虎模仿Google Voice而推出的一种电脑到电脑，或者电脑到电话的一种网络电话。 ,  用户可以下载Yahoo! Messenger即时通讯软件实现网络聊天，和在线的用户语音通话。从2008年开始，yahoo voice由JAJAH提供技术支持，并对每次拨打电话的通话收取0.035美元的連接費（无论电话是否拨通都会收取）。在他們的部落格中提到Yahoo! Voice將會在2013年1月30日關閉。

## Yahoo!拨出电话
Yahoo拨出电话是从Yahoo通上拨出电话到对方的手机或者座机，支持多方对话与电话会议。拨打美国、加拿大、中國大陸、台灣（行動除外）、香港的價錢是每分鐘1.8至2分美元不等。

## Yahoo!接入电话
Yahoo也提供与真实电话号码一样的网络电话号码，目前只支持美国、英国与法国。与Google Voice免费提供电话号码不同的是，yahoo的号码会每个月收取三到四元的服务费，不管用户是否使用。

## 不支持的功能
- 加密電話
- PC電話（多人）電話會議

## 外部連結
- Yahoo! Voice*